# Bolsa de Valores de Varsóvia
Bolsa de Varsóvia (WSE), em polonês/polaco:  Giełda Papierów Wartościowych w Warszawie, é uma bolsa de valores em Varsóvia, Polônia. Possui uma capitalização de mercado de 1.346 trilhões de PLN (319 bilhões de euros; em 12 de maio de 2017).
A bolsa é membro da Federação de Bolsas de Valores da Europa. Em 17 de dezembro de 2013, também aderiu à iniciativa de Bolsas de Valores Sustentáveis das Nações Unidas (SSE) .

## História

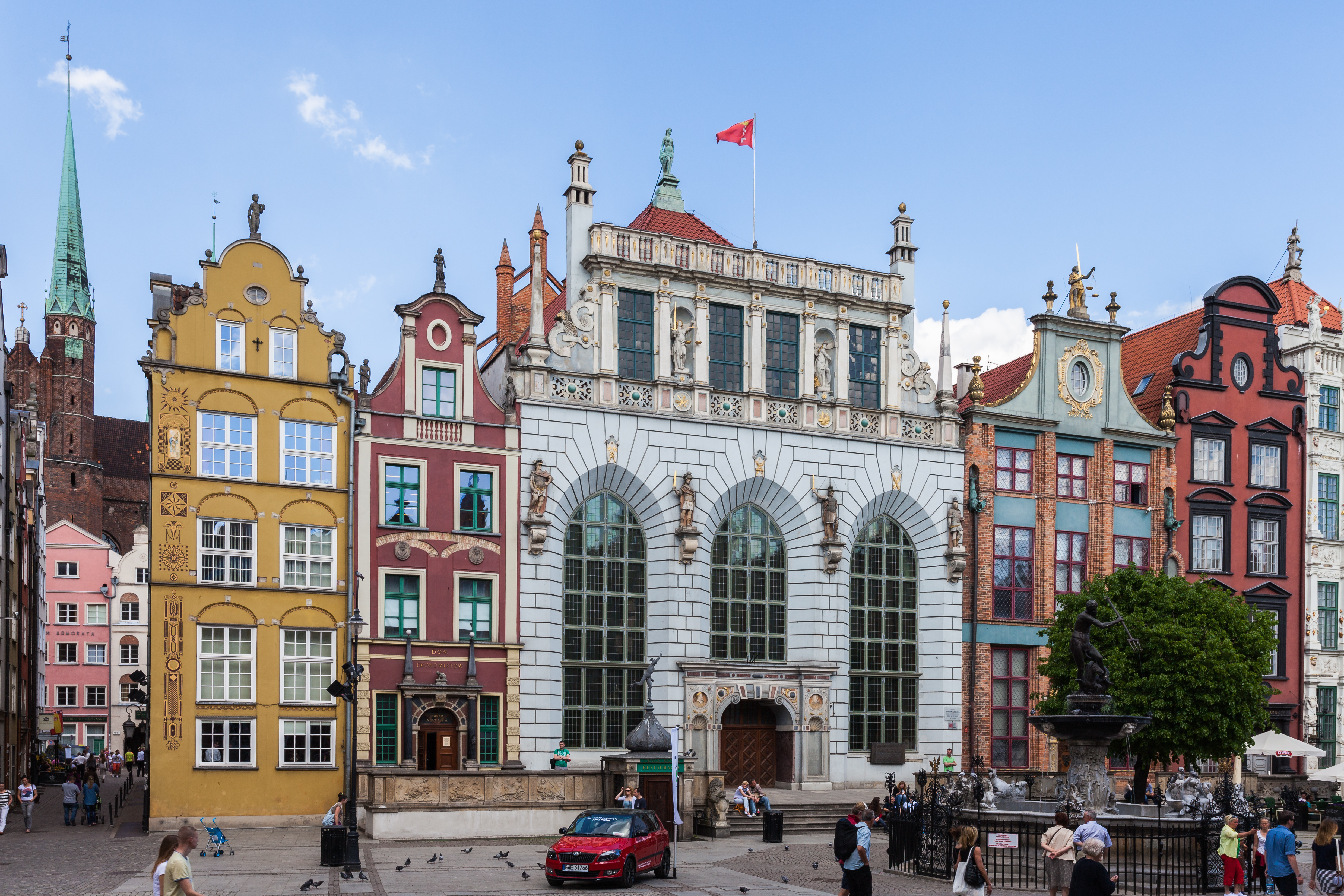
Artus Court, em Gdansk, abrigava a mais antiga troca mercantil polonesa, estabelecida no século XIV

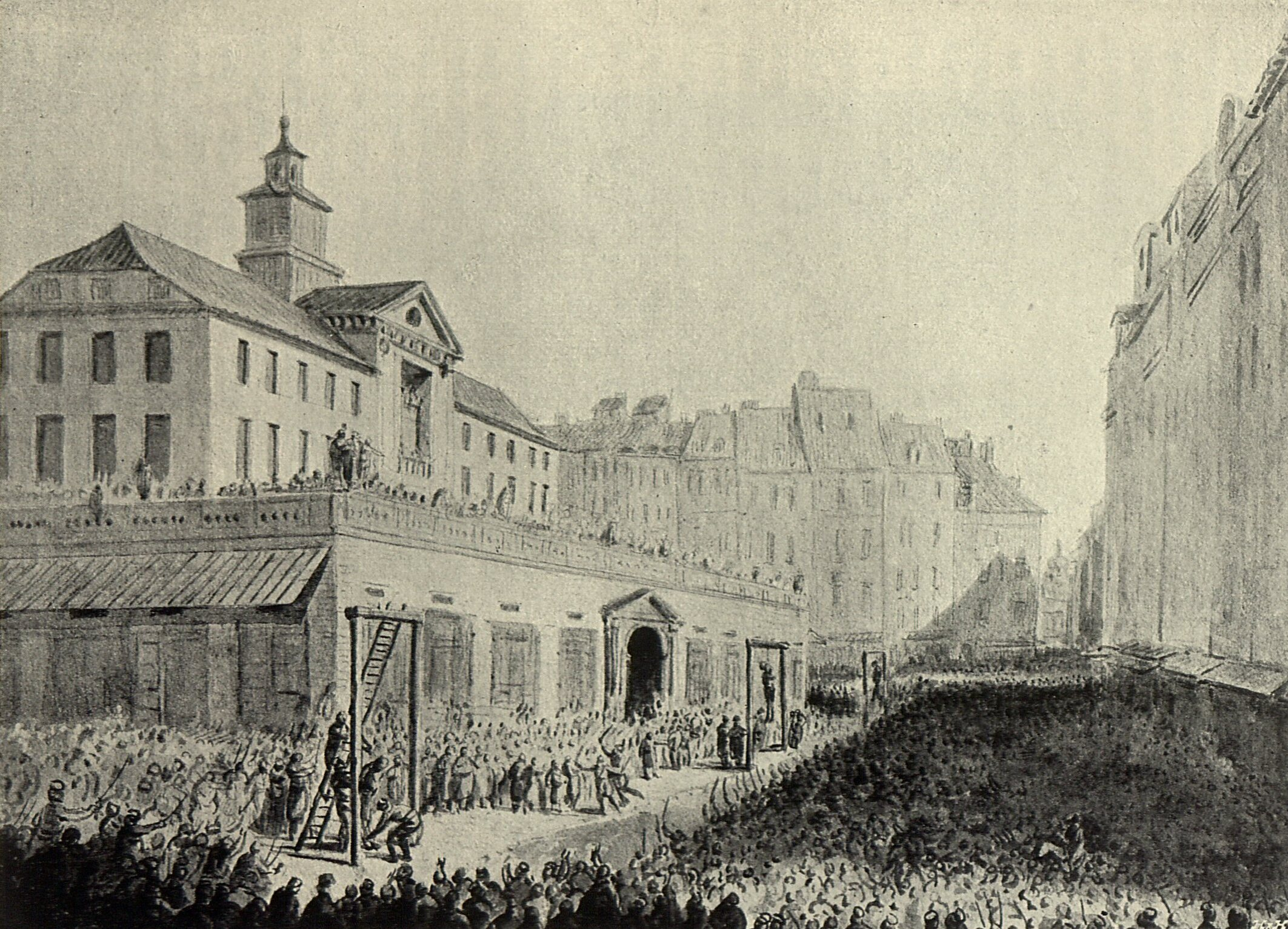
Old Town Hall, local de negociação de valores mobiliários antes do estabelecimento da Bolsa Mercantil em 1817. Destruído em 1817

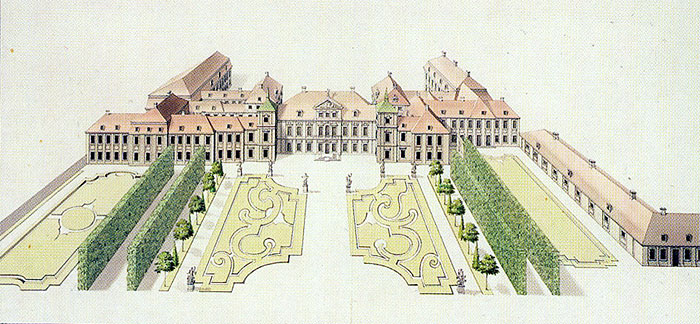
Palácio Saxão, a primeira sede da Bolsa de Varsóvia de 1817 a 1828. Destruído em 1944 pelos alemães.

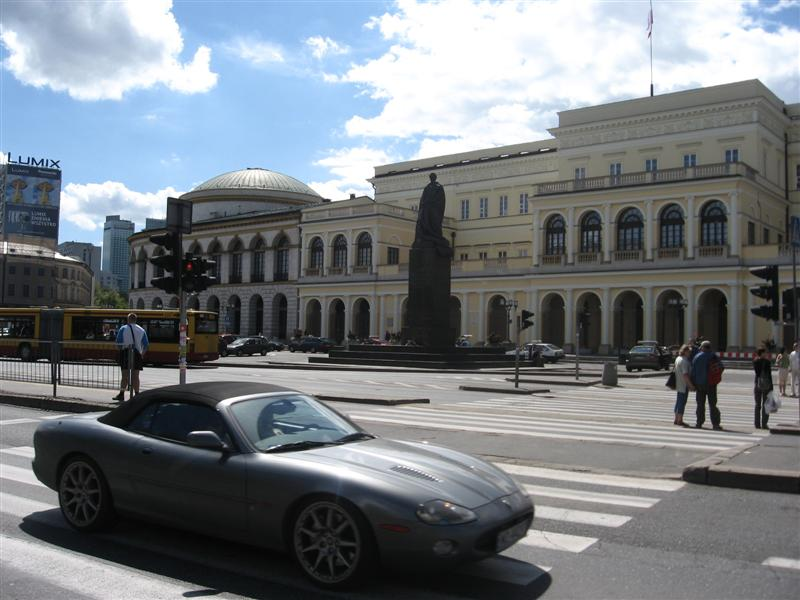
Banco da Polônia e Exchange Building, sede da bolsa de 1828 a 1876

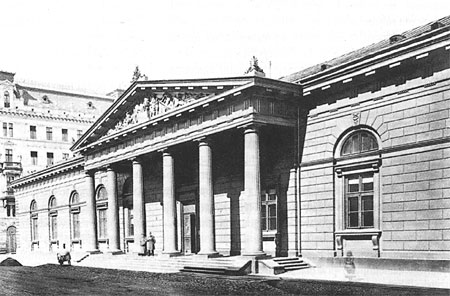
Exchange Building, sede da bolsa de 1877 até a Segunda Guerra Mundial. Foi completamente destruído na guerra

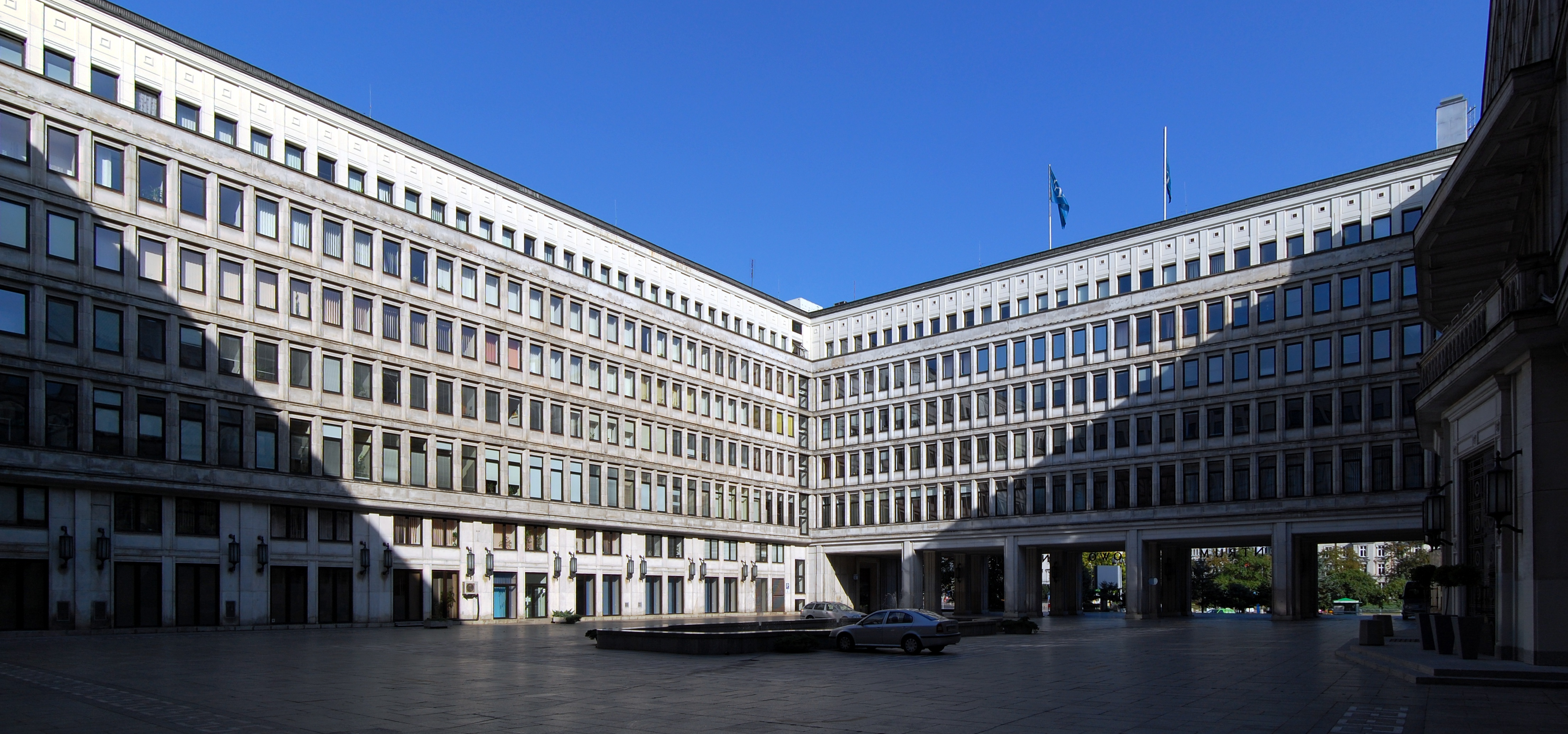
Centro de Bancos e Finanças, sede do WSE de 1991 a 2000. Foi uma vez a sede do Partido dos Trabalhadores Polacos Unidos.

### Reino da Polônia
Varsóvia se tornou o centro financeiro e capital da Polônia no início do século XVII. Na Idade Média, outras cidades polonesas, a maioria membros dos Hanse, eram os principais centros econômicos da Polônia. Comerciantes do oeste e do sul da Europa se estabeleceram na Polônia desde o início do estado polonês. Eles trouxeram o sistema de negociação organizada de valores mobiliários, principalmente notas e moedas, para a Polônia. A lei polonesa mais antiga foi emitida em 1243 pelo bispo de Cujávia Sambor. Os principais centros de negociação de valores mobiliários estavam na baixa Vístula, no século XIV, ocupada pelos Cavaleiros Teutônicos. As primeiras trocas comerciais surgiram em Gdansk (1379), Toruń (1385), Malbork (século XIV), Cracóvia (1405), Poznań (1429), Zamość (1590), Królewiec (1613) e Elbląg (1744). As trocas comerciais medievais também poderiam ter existido por um curto período em Chełmno, Grudziądz e Braniewo.

### Comunidade Polaco-Lituana
O início do comércio mercantil de valores mobiliários surgiu em Varsóvia nos séculos XV e XVI e foi baseado em privilégios dos duques da Masóvia e, mais tarde, dos reis poloneses. Os privilégios originais foram perdidos, mas foram mencionados e afirmados pelo rei João II Casimiro em 1658. Um arquétipo da Bolsa de Varsóvia foi mencionado pela primeira vez em 1624/1625. Em 1643, Adam Zarzebski, arquiteto-chefe do rei Władysław IV, mencionou um edifício de pedra na Praça do Mercado Antigo como sede da Bolsa, provavelmente uma parte da Antiga Prefeitura. As atas de negociação de valores mobiliários dos comerciantes de Varsóvia na Antiga Prefeitura são registradas desde 1757. O quadro legal para a negociação de valores mobiliários foi codificado pela primeira vez pelo Sejm polonês em 1775. Como uma das primeiras empresas polonesas, a Kompania Manufaktur Welnianych emitiu suas primeiras 120 ações em 1768. Os primeiros títulos poloneses foram emitidos em 1782 pelo rei Stanisław Augusto.

### Ducado de Varsóvia
Em 1808, o Ducado de Varsóvia adotou o código napoleônico, incluindo o Código de Comércio . O Código de Comércio também regulamentou a lei da bolsa de valores e foram feitos esforços para estabelecer uma bolsa organizada pelo Estado com base nesse código em Varsóvia. No entanto, devido às guerras napoleônicas e ao Congresso de Viena, os planos tiveram que ser adiados.

### Congresso Polônia
A primeira troca organizada pelo estado na Polônia, a Bolsa Mercantil de Varsóvia (Giełda Kupiecka w Warszawie), foi estabelecida em Varsóvia por um decreto do vice-governador grão-duque Constantino Pavlovich de 12 de maio de 1817. O primeiro comércio ocorreu na Antiga Prefeitura em 16 de maio de 1817 e mudou-se no mesmo ano para o Palácio Saxão, quando a Antiga Prefeitura foi destruída no mesmo ano. A troca de valores mobiliários também foi realizada na casa de câmbio Marywil, mas foi transferida para a casa do edifício do Banco Central da Polônia em 1828 e para o prédio da Comissão Financeira e da Harmonia da Confraria em 1876, antes de em 1877 a Bolsa Mercantil de Varsóvia se mudar para seu próprio edifício no jardim saxão.
A Bolsa Mercantil de Varsóvia cresceu rapidamente. O número de corretores dobrou entre 1817 e 1822. Na primeira metade do século XIX, foram negociadas principalmente notas, debêntures e títulos, enquanto as ações foram negociadas em uma escala mais ampla desenvolvida na segunda metade desse século. A primeira garantia pública a ser negociada na Bolsa Mercantil de Varsóvia foram as debêntures de Towarzystwo Kredytowe Ziemskie emitidas em 1826. As primeiras ações admitidas à negociação foram emitidas por empresas ferroviárias na década de 1840. Até 1853, os pregões eram duas vezes por semana, entre 13h e 14h. Em 1873, um novo ato de bolsa de valores mais liberal foi aprovado, separando o comércio de valores mobiliários e mercadorias. Uma Bolsa de Mercadorias de Varsóvia separada foi fundada em 1874. A Europa Central estava sujeita a um grande mercado em alta após a Guerra Prussiano-Franco de 1870-1871, seguida por um duro crash que começou na Bolsa de Valores de Viena no final da década de 1870. No entanto, a Bolsa Mercantil de Varsóvia cresceu constantemente até a Primeira Guerra Mundial. Em 1915, Varsóvia foi ocupada por forças alemãs e austríacas e a troca foi encerrada durante os últimos anos da guerra.

### Segunda República Polonesa
A Bolsa de Valores de Varsóvia (Giełda Pieniężna w Warszawie) foi reaberta após a Primeira Guerra Mundial em 1919 e novamente em 1921. Entre 1919 e 1939, a Bolsa de Varsóvia foi de longe o maior de vários cursos em diferentes cidades polonesas ( Katowice, Cracóvia, Lwów, Łódź, Poznań e Wilno ), representando 95% do volume e 65 a 85% da operações negociadas no mercado de capitais polonês. A Bolsa de Valores de Varsóvia teve mais de 150 participantes, 25 corretores e mais de 130 emissores. Seu faturamento anual totalizou 1 bilhão de PLZ. Uma nova lei da bolsa de valores foi aprovada em 1921 e novamente em 1926 e 1935. As trocas polonesas estavam sujeitas às crises mundiais de 1929, mas se recuperaram na segunda metade da década de 1930 até a Segunda Guerra Mundial. Em 1939, a Polônia foi ocupada por forças alemãs e russas e todas as bolsas de valores polonesas foram fechadas pelos agressores.

### Terceira República Polonesa
Foi somente após a queda do regime comunista em 1989 que a Bolsa de Varsóvia pôde ser restabelecida. A França e a França tiveram muita experiência e ajuda financeira muito necessárias (especialmente a Société des Bourses Françaises ). O WSE iniciou a atividade em sua forma atual em 16 de abril de 1991. No primeiro dia de negociação, apenas cinco ações foram listadas (Tonsil, Próchnik, Krosno, Kable e Exbud). Sete corretoras participaram das negociações e houve 112 ordens de compra e venda, com um faturamento de apenas 1.990 złotys (US $ 2.000).
Nos anos de 1991 a 2000, a bolsa de valores estava no prédio que durante os anos comunistas anteriores e, depois, recentes, tinha sido a sede do Comitê Central do Partido dos Trabalhadores Unidos da Polônia. Isso pode ser considerado uma reflexão interessante sobre a rápida transição da Polônia de uma economia comunista para uma economia de mercado.
Desde então, o WSE vem se desenvolvendo e crescendo rapidamente e agora é percebido como bem estabelecido no mercado europeu. Em setembro de 2008, a bolsa de valores foi reconhecida como uma bolsa "Advanced Emerging" pela FTSE, ao lado de mercados de países como Coreia do Sul ou Taiwan.
Em 29 de setembro de 2017, o provedor de índices FTSE Russell anunciou os resultados da classificação anual de mercados. O mercado polonês foi atualizado do status de mercado emergente para o mercado desenvolvido.

## Enquadramento jurídico
O quadro jurídico para operações de câmbio é fornecido por três atos a partir de 29 de julho de 2005:
- Lei sobre oferta pública, condições que regem a introdução de instrumentos financeiros à negociação organizada e empresas públicas
- Lei sobre Negociação de Instrumentos Financeiros
- Lei de Supervisão do Mercado de Capitais

Além disso, o WSE é regido pelo Código das Empresas Comerciais de 2000, pelos Estatutos da Bolsa de Varsóvia, pelo Regulamento da Bolsa de Varsóvia e pelo Tribunal da Bolsa.

## Estrutura e operações
A WSE é uma sociedade anônima fundada pelo Tesouro do Estado. O Tesouro possui 35% de participação no capital.
Os seguintes instrumentos são negociados no WSE: ações, títulos, direitos de subscrição, lotes e derivativos, como futuros, opções e unidades de participação no índice.
Desde a sua criação, o WSE se envolveu em comércio eletrônico. A plataforma de negociação WARSET está em uso de novembro de 2000 a abril de 2013; foi substituída pela plataforma UTP, com base na plataforma NYSE Euronext anteriormente com o mesmo nome. Um mercado adicional chamado NewConnect foi lançado em 30 de agosto de 2007.
A bolsa tem sessões de pré-mercado das 08:00 às 09:00, sessões de negociação normais das 09:00 às 16:50 e sessões de pós-mercado das 16:50 às 17:00 em todos os dias da semana, exceto aos sábados e domingos e feriados previamente declarados pela Bolsa.

## Estatísticas
A capitalização de 432 empresas domésticas listadas no mercado principal era de 645,0 bilhões de PLN (152,6 bilhões de EUR) no final de junho de 2017. A capitalização total de 483 empresas nacionais e estrangeiras listadas no mercado principal da GPW era de 1.316,5 bilhões de PLN (311,5 bilhões de EUR) no final de junho de 2017. O valor total do comércio de ações no Mercado Principal foi de 30,3 bilhões de PLN

## Índices do mercado de ações
Existem quinze índices no WSE.
- WIG
- WIG20
- WIG30
- mWIG40
- sWIG80

### Índices setoriais
- WIG-BANKI
- WIG-BUDOW
- WIG-CHEMIA
- WIG-DEWEL
- WIG-ENERG
- WIG-INFO
- WIG-MEDIA
- WIG-PALIWA
- WIG-PL
- WIG-SPOZYW
- WIG-SUROWCE
- WIG-TELKOM